# Baterie s pevným elektrolytem

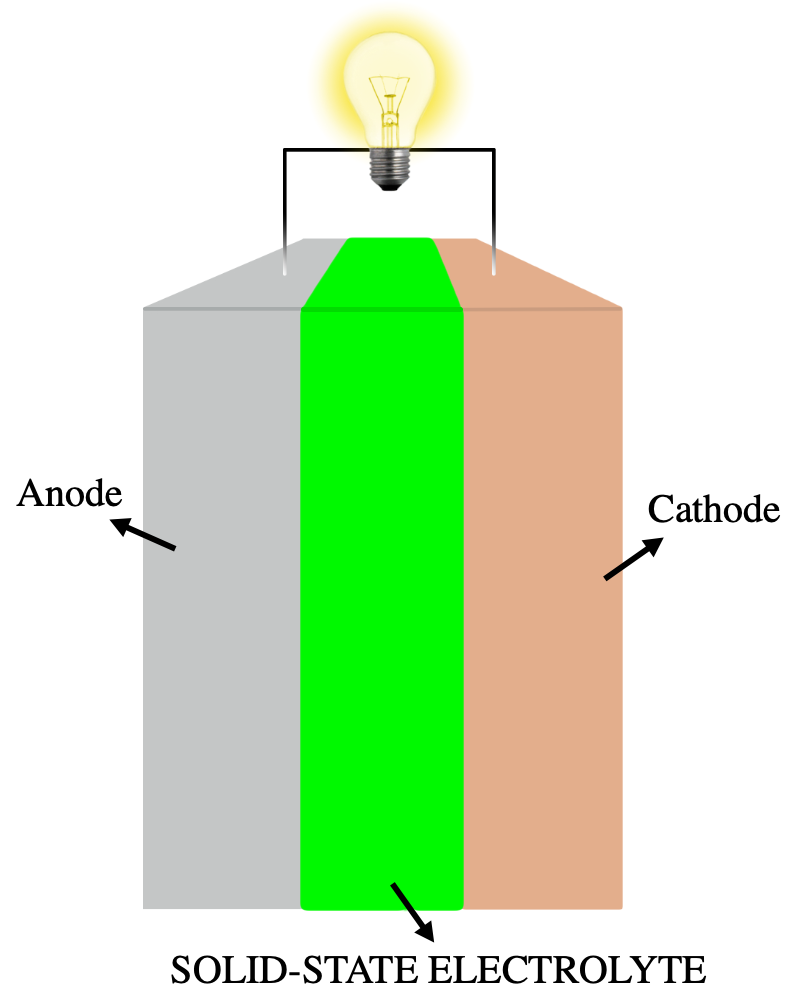
schéma baterie s pevným elektrolytem

Baterie s pevným elektrolytem je typ akumulátoru, který používá pevné elektrody i pevný elektrolyt (na rozdíl od kapaliny nebo polymeru v lithium-iontových nebo lithium-polymerových akumulátorech). Přestože byl pevný elektrolyt vynalezen už v 19. století, přetrvávající konstrukční potíže brání širšímu rozvoji těchto akumulátorů. Vývoj pokročil na konci 20. století a na začátku 21. století v souvislosti s vývojem elektrických automobilů. Přes četné proklamace jsou však takové akumulátory v roce 2024 stále jen s polotuhým elektrolytem a technologie hořlavých lithiových akumulátorů s tekutým elektrolytem zatím nekončí.

## Charakteristika
Baterie s pevným elektrolytem mohou používat pro anodu kovové lithium a oxidy nebo sulfidy pro katodu, čímž se zvyšuje hustota uložené energie. Pevný elektrolyt funguje jako ideální separátor, který propouští pouze ionty lithia. Tyto baterie by mohly vyřešit mnoho problémů s kapalným (resp. gelovým či tekutým) elektrolytem používaným v majoritně používaných akumulátorech, jako je hořlavost, omezení cyklů nabíjení, výkon, nízké napětí a nestabilní mezifáze elektrolytu.
Hlavní překážkou u konstrukce baterií s pevným elektrolytem je vylučování látek z anody a růst dendritů z jejího povrchu a dále fakt, že při nabití zvětšují svůj objem o 20 %, přičemž pro zachování pohybu elektronů mezi elektrodami zároveň vyžadují vysoký mechanický tlak. Dendrity při růstu vnikají do bariéry oddělující anodu a katodu, což snižuje kapacitu baterie a nakonec může vyvolat zkrat a úplné zničení článku. Nutnost zachování tlaku i při expanzi způsobuje zatím neřešitelné konstrukční problémy.